# Casa Sicart
La casa Sicart era un edifici situat a la cantonada del carrer de Fontanella i la plaça de Catalunya de l'Eixample de Barcelona, avui desaparegut.

## Història i descripció
Es tractava d'una casa senyorial de planta baixa i tres pisos, projectada el 1867 pel mestre d'obres Pau Martorell per encarrèc d'Isidre Sicart i Torrents, que el 1875 va rebre el títol de comte de Sicart de mans del papa Pius IX. La façana adoptava un llenguatge historicista, amb obertures d'arc de mig punt i un fris de rossasses quadrilobulades al coronament.
El 1900, l'arquitecte Antoni Maria Gallissà, que poc abans ja s'havia encarregat de la reforma de la casa de Carles de Llança i de Carballo (casat en primeres noces amb Josepa Sicart i Torrents), va projectar una tribuna al cos annex del carrer de Fontanella, i també va reformar el terrat, introduint-hi remats amerletats. El 1906, Enric Fatjó va projectar la reforma de la planta baixa per obrir-hi botigues, transformant les obertures primitives en amplis portals d'arc escarser, sostinguts per columnes amb capitells guarnits amb motius florals.
Finalment, la casa i el cos annex amb la tribuna van ser enderrocats el 1990 per a l'ampliació d'El Corte Inglés de la plaça de Catalunya, obra de MBM arquitectes (Martorell, Bohigas i Mackay). Aquests van fer una còpia de la tribuna en pedra artificial i la van col·locar a la façana del nou edifici com a simple element decoratiu.